# David Deutsch (Künstler)
David Deutsch (* 8. August 1943 in Los Angeles, Kalifornien USA; lebt in New York City) ist ein US-amerikanischer zeitgenössischer Maler, Kinetischer und Konzeptkünstler.

## Leben und Werk
David Deutsch studierte bis 1966 an der University of California in Los Angeles und von 1966 bis 1968 am Chouinard Art Institute in Los Angeles, Kalifornien.
Seine erste Einzelausstellung hatte er 1972 in der Michael Walls Gallery in Los Angeles.
David Deutsch wuchs in Los Angeles auf und zog bald nach seiner Ausbildung nach New York. In den 1960er und 1970er Jahren beschäftigte er sich nicht nur mit Malerei, sondern auch mit optischen Wirkungen von beweglichen, bemalten Objekten.
Im Jahr 1972 war er mit dem kinetischen Objekt „Spinning Painting With Prop“ aus mit Acryl-Farbe bemalten Holzfaserplatten, die mit einem Elektromotor betrieben rotierten, Teilnehmer der Documenta 5 in Kassel in der Abteilung Idee + Idee/Licht.
In seiner Malerei entwickelte er ein Leben lang ein tiefes Interesse in der Abbildung der Sternen- und Planetensysteme. Er schuf eine eigene konzeptuelle Malerei, die mit einem Teleskop-Blick Landschaften und große Arrangements von kleinen Porträts abbildete.
David Deutsch zeigt in seiner Kunst eine Faszination für das virtuelle Nichts, das groß und endlos tief scheint, trotzdem aber wahrgenommen wird. Er arbeitet auch mit Serien von bearbeiteten Fotografien, zum Beispiel Luftbildern, die er „Surveillance“ („Überwachung“) nennt.